# 629년

## 연호
- 당(唐) 정관(貞觀) 3년
- 신라(新羅) 건복(建福) 46년

## 기년
- 당(唐) 태종(太宗) 3년
- 신라(新羅) 진평왕(眞平王) 51년
- 고구려(高句麗) 영류왕(榮留王) 12년
- 백제(百濟) 무왕(武王) 30년

## 탄생
- 신라의 왕자 김인문
- 발해(渤海)의 무신(武臣) 걸걸중상(乞乞仲象)